# المركز الفلاحي 808 (آيت إعزة)
المركز الفلاحي 808 هو دُوَّار يقع بجماعة آيت اعميرة، إقليم شتوكة آيت باها، جهة سوس ماسة في المملكة المغربية. ينتمي الدوّار لمشيخة آيت إعزة التي تضم 22 دوار. يقدر عدد سكانه بـ 195 نسمة حسب الإحصاء الرسمي للسكان والسكنى لسنة 2004.

## روابط خارجية
- البوابة الوطنية للجماعات الترابية
- المندوبية السامية للتخطيط